# Эйтан, Ицхак
Ицха́к (И́цик) Эйта́н (ивр. יצחק (איציק) איתן‎, при рождении А́йзенман (ивр. איזנמן‎); род. 24 марта 1952, Израиль) — генерал-майор запаса Армии обороны Израиля; в последней должности: Командующий Центральным военным округом Армии обороны Израиля (с 2000 по 2002 год).

## Биография
Родился в Израиле в 1952 году в семье Песаха и Сары Айзенман. Окончил школу в Кирьят-Хаиме.

### Военная карьера
В 1970 году Эйтан был призван на службу в Армии обороны Израиля. Начал службу в бригаде «Цанханим», прошёл Войну Судного дня в должности командира роты в бригаде. Затем служил заведующим оперативной частью (ивр. קמב"ץ‎) бригады.
С 1976 по 1979 год служил заместителем командира роты и командиром роты в спецподразделении «Сайерет Маткаль».
В 1982 году возглавил батальон в Школе командиров отделений пехотных войск, а затем был назначен командиром роты пехотных войск в Офицерской школе.
С 1984 по 1985 год возглавлял 101-й батальон (батальон «Чёрная кобра» (ивр. פתן‎ пэ́тен)) бригады «Цанханим».
С апреля 1989 года по декабрь 1990 года командовал бригадой «Нахаль», а с 1992 по 1993 год был командиром Офицерской школы.
В 1994 году был назначен командиром бронетанковой дивизии «Синай», а в 1995 году возглавил территориальную дивизию сектора Газа. В 1997 году был назначен командиром территориальной дивизии Иудеи и Самарии, в 1998 году по особому распоряжению Начальника Генштаба генерал-лейтенанта Шауля Мофаза на этой должности ему было присвоено звание генерал-майора (алуф).
27 июля 2000 года Эйтан был назначен Командующим Центральным военным округом, сменив на посту генерал-майора Моше «Боги» Яалона. Командовал округом в первые годы Интифады Аль-Аксы, в том числе во время операции «Защитная стена» весной 2002 года.
В августе 2002 года передал командование округом генерал-майору Моше Каплински и выехал на учёбу в США. В феврале 2003 года вышел в отпуск накануне выхода в запас.

### После выхода в запас
В ноябре 2003 года Эйтан был назначен председателем Ассоциации помощи солдатам («Ха-Агуда́ ле-ма́ан ха-хая́ль»). Вступив в должность несмотря на многомиллионный дефицит бюджета и на отчёт Государственного контролёра от 2002 года о бесхозяйственном управлении Ассоциации, Эйтан провёл реформу в деятельности Ассоциации, помимо прочего произведя обширное сокращение кадров и расходов. Исполнял эту должность до 1 ноября 2007 года.
В феврале 2008 года был назначен членом комиссии под руководством Цви Инбара (а после смерти Инбара в 2009 году — под руководством Товы Штрасберг-Коэн) по проверке событий ликвидации лидера «Бригад Изз ад-Дин аль-Кассам» Салаха Шхаде, убитого вместе со своим помощником 22 июля 2002 года при авиаударе ВВС, унёсшем жизни ещё 14 человек. 27 февраля 2011 года комиссия представила свой отчёт, в котором оправдала операцию по ликвидации Шхаде и не нашла состава преступления в действиях по утверждению операции, возложив ответственность за гибель граждан на вызванную объективными причинами ошибку в анализе разведданных.
По окончании Второй ливанской войны Эйтан был одним из генералов запаса, назначенных с целью проведения проверки функционирования армии во время войны (проводил проверку в отношении действий Северного военного округа).
В 2010—2011 годах был генеральным директором завода «Лагин Тубопласт» в кибуце Ягур.
В 2015 году Эйтан координировал внутреннее расследование Генштаба в отношении инцидентов, связанных с нанесением военных ударов по гражданским целям в ходе операции «Нерушимая скала».
В дальнейшем занимался управленческим консультированием.

### Образование и личная жизнь
За время службы Эйтан получил степень бакалавра Хайфского университета (в области экономики и делового администрирования), а также окончил учёбу в военном колледже в Великобритании.
Женат, отец троих детей.
Эйтан занимается сельским хозяйством, выращивая оливки и бананы и производя оливковое масло и мыло под брендом «Шемен Эйтан» в мошаве Керем-Махараль, в котором он проживает. После выхода в запас из армии увлёкся наблюдением за птицами и фотографией.

## Публикации
- אלוף יצחק איתן, סא"ל סער רווה, רון גור תהליך תכנון אסטרטגי במערכת צבאית מבצעית מערכות 380—381, דצמבר 2001 (Генерал-майор Ицхак Эйтан, подполковник Саар Раве, Рон Гур, «Процесс стратегического планирования в оперативной военной системе», «Маарахот» № 380—381 (декабрь 2001)) (Архивная копия от 3 марта 2016 на Wayback Machine) (иврит)